# Жмурко, Лаврентий
Жмурко Лаврентий (Вавжинец) (пол. Wawrzyniec Żmurko; 10 июня 1824, Яворов — 3 апреля 1889, Львов) — польский математик, основатель так называемой первой львовской математической школы, изобретатель. Отец выдающегося художника Францишека Жмурко.

## Биография
Родился в Яворове на Львовщине в крестьянской семье. Окончил гимназию в Перемышле и двухгодичные философские курсы в Львове.
С 1845 по 1849 год изучал право во Львовском университете и математику в Венском университете.
После окончания Венского университета в 1851 году возглавил новообразованную кафедру математики в Львовской технической академии (сейчас Национальный университет «Львовская политехника»). Стал профессором в 26 лет. Его лекции по математике в Технической академии посещали и студенты университета.
В 1871 году перешел на должность заведующего математики в Львовского университета, по совместительству преподавал математику в Технической академии в 1878 году.
В 1878 году Жмурко был удостоен звания почётного профессора Львовского университета.
По совету профессора Жмурко должность заведующего кафедрой геодезии и сферической астрономии пригласили Доминика Зброжека.

## Вклад в науку
Разработал оригинальный метод преподавания математики, опубликовал ряд научных статей, а именно:
- «Wykład matematyki na podstawie ilości o dowolnych kierunkach w przestrzeni (2 T., 1861—1864);»
- «Teoria największości i najmniejszości funkcji wielu zmiennych (1871)» и др.

Создал инструменты для черчения различных кривых, которые демонстрировались и были отмечены медалями на нескольких международных выставках (Вена 1873, Львов 1877, Париж 1878, Лондон 1878).
По достоинству были оценены тригонометрические подстановки Жмурко в интегральном исчислении.
Умер во Львове. Похоронен на Лычаковском кладбище, поле № 69.